# Joaquina de Morla Virnés
Joaquina de Morla Virnés, gaditana del siglo XIX. Pensadora adscrita al fourierismo de Joaquín de Abreu y Orta. 
Es autora de una traducción del libro de Jean Czynski Porvenir de las mujeres (Cádiz, 1841), precedido por una introducción - Una palabra a las españolas - redactada por ella misma y donde expone su militancia feminista.
- Datos: Q5931659